# Les Loges-Marchis
Les Loges-Marchis är en kommun i departementet Manche i regionen Normandie i norra Frankrike. Kommunen ligger i kantonen Saint-Hilaire-du-Harcouët som tillhör arrondissementet Avranches. År 2022 hade Les Loges-Marchis 1 028 invånare.

## Befolkningsutveckling
Antalet invånare i kommunen Les Loges-Marchis
| Referens: INSEE |